# Caihong
Caihong (v mandarínštině „duha“) byl rod malého opeřeného teropodního dinosaura z čeledi Anchiornithidae (klad Maniraptora, Paraves). Tento drobný, ptákům podobný dinosaurus žil v období rané pozdní jury (asi před 159 miliony let) na území dnešní Číny (souvrství Tchiao-ťi-šan, provincie Che-pej). Novější datování pak přináší údaj zhruba 161,5 milionu let. Objevený exemplář měřil na délku rovných 40 centimetrů a zaživa vážil odhadem kolem 475 gramů.

## Nález
Holotyp nese označení PMoL-B00175 a jedná se o plně artikulovanou fosilní kostru, včetně lebky a velmi dobře patrných otisků opeření. To mělo iridescenční nádech a na slunečním světle se patrně lesklo. Jde o jeden z nejstarších objevů takto vyvinutého opeření, Caihong stářím překonává slavného bavorského "praptáka" archeopteryxe zhruba o 10 milionů let. Dinosaurus měl také výrazný kostěný výsrůstek na hlavě, což je u této skupiny poměrně neobvyklé.
Peří tohoto malého teropoda mělo podle výzkumů nejspíše pestré spektrum barev a podobalo se možná peří dnešního pralesního ptáka druhu trubač agami.

## Taxonomie
Kladistická analýza ukázala, že Caihong byl zřejmě bazální deinonychosaur a jeho příbuznými byly rody Anchiornis, Xiaotingia, Eosinopteryx a Aurornis.